# Georges Rouquayrol
Pour les articles homonymes, voir Rouquayrol.
 (mars 2016).
Si vous disposez d'ouvrages ou d'articles de référence ou si vous connaissez des sites web de qualité traitant du thème abordé ici, merci de compléter l'article en donnant les références utiles à sa vérifiabilité et en les liant à la section « Notes et références ».
Georges Rouquayrol (Villefranche-sur-Saône, 10 janvier 1885 - octobre 1950) est un artiste peintre, dessinateur et illustrateur de presse français.

## Biographie
Il a dessiné  pour Le Petit Parisien et le Progrès civique, notamment. 

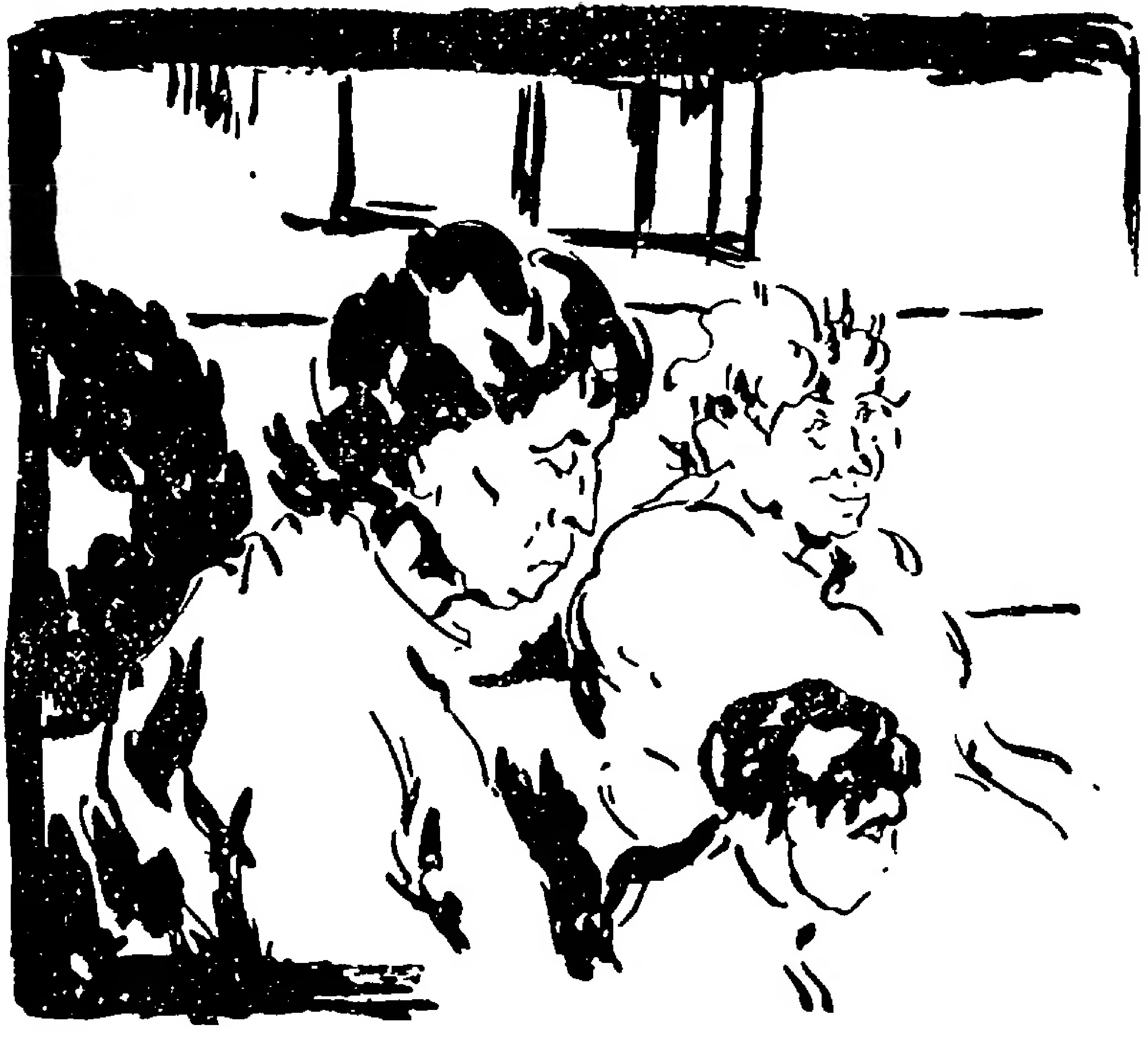
Illustration pour Chez les fous (1925).

Il a collaboré avec Albert Londres qu'il a suivi dans plusieurs de ses reportages : Chez les fous,, quatre mois parmi nos Noirs d'Afrique (paru dans Le Petit Parisien à partir du 11 octobre 1928).
Il a également illustré pour Louis Roubaud Le mystère de la bourse paru à partir du 3 février 1929.
En octobre 1912, il expose au Salon d'Automne, puis en 1913, 1920, 1921 et 1925.